# 莲坂站 (厦门快速公交)
莲坂站位于厦门市思明区莲前西路近嘉禾路（北）/厦禾路（南），为厦门快速公交一，二，三号线的高架侧式车站，于2008年9月1日启用。车站以淡蓝色作为布置的主要色彩。车站共有两个出入口。
同时，莲坂站也是營運中的厦门轨道交通1号线和建設中的4号线的换乘车站。

## 车站出口
- 莲前西路北侧，靠明发商业广场一侧
- 莲前西路南侧，靠厦门市公安交通管理局一侧

## 连接线
莲坂站的连接线为“L10”，从莲坂南站至莲花二村站，途径莲坂北站，莲花南路站，二实小站，莲花中学站，莲花二村站。
沿途可达明发商业街，厦门市莲花中学，莲花公园，厦门市第二实验小学，莲花二村等。
票价为单一票价五角，使用厦门易通卡为三角。